# Langobardernes kongerække
Langobardernes konger (reges Langobardorum, singular rex Langobardorum) regerede over det germanske folk langobarderne fra det tidlige 6. århundrede indtil den langobardiske identitet gik tabt i det 9. og 10. århundrede. Efter 568 var de langobardiske konger også konger af Italien (reges Italiae, singular rex). Efter 774 var de ikke længere langobarder men frankere. Jernkronen (Corona Ferrea) blev derefter brugt til kroning af langobardiske konger og konger af Italien helt op til det 19. århundrede.
Den primære kilde til de langobardiske konger før den frankiske invasion er manuskriptet Origo Gentis Langobardorum af en anonym forfatter i det 7. århundrede, og Historia gentis Langobardorum af krønikeskriveren Paulus Diaconus fra det 8. århundrede. De tidligste konger (pre- Letingi) opremset i Origo, er højst sandsynligt mytologiske. De skulle angiveligt have regeret under folkevandringstiden. Den første regent der kan dokumenteres uden for langobardiske mundtlig overleveringer er Tato.
I år 774 besejrede Karl den Store den sidste langobardiske konge, hvorefter karolingerne blev Italiens nye kongedynasti.